# Saint-Gingolph (Francia)
Saint-Gingolph (in arpitano Sent-Gingolf o Sent-Gingœlf, in italiano, desueto: San Gingolfo) è un comune francese di 775 abitanti situato nel dipartimento dell'Alta Savoia della regione del Alvernia-Rodano-Alpi.
Forma un unico paese, di circa 1 450 abitanti, con l'omonimo comune svizzero ed è diviso da questo dal torrente Morge.

## Società

### Evoluzione demografica
Abitanti censiti